# Duvernoysche Drüse
Die Duvernoyschen Drüsen, auch als Oberlippendrüsen bezeichnet, sind giftproduzierende Drüsen einiger Nattern (Colubridae), die zwar funktionell, nicht aber morphologisch homolog zu den Giftdrüsen der Giftnattern (Elapidae) und Vipern (Viperidae) sind. Die Duvernoyschen Drüsen liegen hinter den Augen, sind von sehr dünnem Bindegewebe umgeben und bestehen hauptsächlich aus serösen Zellen. Ein einzelner, kurzer Gang führt nach vorne vom Lumen an die Basis der hinteren Zähne in die Mundhöhle. Bei als Trugnattern bezeichneten Colubriden sind die Zähne für bessere Giftübertragung eingekerbt. Gesteuert werden die Drüsen über den Oberkieferzweig des Nervus trigeminus und den Nervus facialis, die Blutversorgung erfolgt über Seitenzweige der inneren Halsschlagader. Die Drüsen produzieren toxische Eiweiße, die oft für Vergiftungserscheinungen nach Bissen von traditionell als ungiftig geltenden Nattern verantwortlich gemacht werden. Bei Ringelnattern (Natrix natrix) wurde von akuter Schwellung und Verfärbung der Hand nach einem Biss in den Finger berichtet, Schmerzen traten jedoch keine auf.